# Latere Tran-dynastie
De Latere Tran-dynastie (Vietnamees: Nhà Hậu Trần, uitspraak: /ɲɐː21 hɜ̰w31 cɜn21/) is een periode uit de Vietnamese geschiedenis die duurde van 1407 tot 1413. Er is geen eenduidigheid over de benaming ervan: De Đại Việt sử ký toàn thư ("Vietnamese Historische Encyclopedie") heeft het over de Latere Tran-dynastie, terwijl de  Khâm định Việt sử Thông giám cương mục ("Keizerlijke geschiedschrijving van Vietnam") deze naam helemaal niet noemt, maar enkel de feiten vermeld.
De Latere Tran-dynastie is gesticht in de tiende maand van de maankalender in 1407 nadat de Ho-dynastie door de Chinese Ming-dynastie was verslagen en vernietigd. Het land heette daarvoor "Đại Ngu" en de Chinezen veranderden dit in "Giao Chỉ". Hoewel deze periode slechts zes jaar duurde en de dynastie niet eens heel het land beheerste, heeft ze heel wat erfgoed nagelaten.

## Opstand tegen de Ming
Toen de Chinezen de Ho-dynastie hadden vernietigd, was het land nog niet vredig. Overal rezen opstanden tegen de Mings. Tran Ngoi (Trần Ngỗi), zoon van oud-keizer Tran Nghe Tong was toen gevlucht naar het district van Truong Yen (Trường Yên, nu in Thanh Hoa. Daar werd hij door Tran Trieu Co (Trần Triệu Cơ) uitgeroepen tot keizer Gian Dinh De. Met de hulp van de generaals Dang Tat (Đặng Tất) en Nguyen Canh Chan (Nguyễn Cảnh Chân) wist hij de Mings en hun bondgenoten meerdere keren te verslaan en een deel van het land te bevrijden.

## Slag van Bo Co
In het voorjaar van 1408 had keizer Gian Dinh zoveel successen weten te boeken dat de Chinezen hun keizer op de hoogte brachten. Die stuurde 40 000 soldaten uit Yunnan naar Vietnam. Dit Ming-leger kwam de troepen van Tran tegen nabij Bo Co (Bô Cô) en er werd slag geleverd. De Vietnamese officieren reden zelf aan het hoofd van hun manschappen en ze wisten de Chinezen te overrompelen en terug te drijven.
De keizer Gian Dinh wilde van ervan profiteren om door te stoten en de hoofdstad in te nemen. Maar Dang Tat ging hiermee niet akkoord. Die wilde eerder wachten dat de troepen weer waren herenigd voordat ze verder vochten. Dit leidde tot ruzie en intriges en uiteindelijk viel Dang Tat in ongenade. Gian Dinh De droeg Nguyen Canh Chan op hem te doden, en dit leidde ertoe dat ook Nguyen Canh Chan zijn hulp aan Gian Dinh De introk.

## Inwendige verdeeldheid
In 1409 werden Dang Tat en Nguyen Canh Chan om het leven gebracht door Gian Dinh De. Hun zoons, Dang Dung (Đặng Dung) en Nguyen Canh Di (Nguyễn Cảnh Dị) vertrokken en kroonden Tran Quy Khoang (Trần Quý Khoáng, een nonkelsneefje van Gian Dinh De) tot keizer Trung Quang De. Keizer Trung Quang stuurde zijn leger onder leiding van Nguyen Suy (Nguyễn Suý) in een verrassingsaanval naar Gian Dinh De en deze werd onderworpen.
Hoewel Gian Dinh De nog steeds heel wat verantwoordelijkheden had, stonden zijn bewaking en zijn ruzie met de generaals Dang en Nguyen hem niet aan. Aan het eind van 1409 werd het leger in tweeën gesplitst om tegen de Mings te vechten. Hijzelf profiteerde ervan om met zijn deel van het leger te vertrekken en een eigen hoofdkwartier op te richten. Het Ming-leger versloeg hem en hij werd gedood.
Ondertussen waren de middelen van het Tran-leger, zowel in manschappen als in voorraden, ernstig geslonken.

## Hoa Chau in vijandelijke handen
In 1413 ging het Ming-leger van Truong Phu (Trương Phụ) naar Nghe An. De Tran-mandarijn daar, Phan Quy Huu (Phan Quý Hữu) gaf zich over en verdween enkele dagen later. Truong Phu maakte Phan Quy Lieu (Phan Quý Liêu), de zoon van Huu, gouverneur van de regio. Lieu wilde zich dienstvaardig tonen en vertelde alles over de leiders van het Tran-leger aan Truong Phu.
Truong Phu besliste hierop naar Hoa Chau (Hoá Châu, nu Chau Ly) te gaan om dat in te nemen. Zijn adviseurs zeiden hem dat die regio te bergachtig is om te kunnen innemen. Hierop antwoordde Truong Phu: "Wij leven in dit Hoa Chau, en wij sterven in dit Hoa Chau. Hoa Chau niet kunnen innemen doet ons ons gezicht verliezen tegenover de keizer!" Hij verzamelde zijn vloot en viel Hoa Chau binnen.
Het kamp van Truong Phu bij Thuan Hoa (nu Hué) werd op een nacht om middernacht aangevallen door troepen onder leiding van Nguyen Suy en Dang Dung. Dang Dung slaagde erin op het schip van Truong Phu binnen te dringen, beslist op de dood van Truong Phu. Hij kende 's mans gezicht echter niet en daardoor wist Truong Phu in een bootje te ontsnappen. De Tran-soldaten in de minderheid en Truong Phu ging in de tegenaanval. Dang Dungs soldaten konden er niet tegenop en moesten zich terugtrekken.

## Het einde
Nguyen Canh Di werd door Truong Phu verslagen en gedood. Hierna slaagde keizer Trung Quang er niet meer in echt tegen de Mings te vechten. Hij moest onderduiken en zich verbergen. Niet lang daarna werden hij en zijn generaals gevangengenomen en weggebracht. Onderweg wist Trung Quang De te vluchten en hij gooide zich in zee. Dang Dung pleegde eveneens zelfmoord. Nguyen Suy zocht vriendschap te sluiten met de leider van zijn escorte en ze begonnen tegen elkaar te schaken. Tijdens een partijtje sloeg Nguyen Suy de man dood met het schaakbord en hij vluchtte om zich in een rivier te doden. Alle andere volgelingen van de Trans maakten ook een eind aan hun leven liever dan in handen van de Mings te vallen.

## De Latere Tran-keizers
| Naam tijdens regering | Regeernaam              | Echte naam      | Leven   | Regering  |
| --------------------- | ----------------------- | --------------- | ------- | --------- |
| Giản Định Đế          | Hưng Khánh (1407-1409)  | Trần Ngỗi       | ?-1409? | 1407-1409 |
| Trùng Quang Đế        | Trùng Quang (1409-1413) | Trần Quý Khoáng | ?-1414  | 1409-1413 |